# ممر أباد
ممر أباد هي قرية في مقاطعة كاشمر، إيران. يقدر عدد سكانها بـ 1134 نسمة بحسب إحصاء 2016.